# Mwai Kibaki
Emilio Stanley Mwai Kibaki, född 15 november 1931 i Gatuyaini, Nyeri-distriktet, Central, död 21 april 2022, var en kenyansk ekonom och politiker som från 30 december 2002 till 9 april 2013 var Kenyas tredje president.
Han döptes till Emilio Stanley av italienska missionärer i sin ungdom men använder sällan dessa namn. Han tillhör Kenyas största etniska grupp, kĩkũyũ, som utgör 22 procent av befolkningen. 
Kibaki utbildades vid London School of Economics och blev på 1960-talet politiker inom Kenyan African National Union (KANU). Han blev finansminister 1969 och senare även vicepresident under Daniel Arap Moi. 1991 lämnade han KANU och grundade Democratic Party. Han kandiderade i presidentvalen 1992, då han kom på tredje plats, och 1997, då han kom på andra plats. 
I valet 2002 vann Kibaki med 62 procent av rösterna mot 31 procent för KANU:s kandidat Uhuru Kenyatta. I januari 2003 drabbades han av en blodpropp som gjorde honom försvagad under resten av livet. 
Till trots för hälsoproblemen ställde han upp i presidentvalet i december 2007. Han vann en jämn kamp mot Raila Odinga, men förfarandet anklagades för att vara förfuskat, varför hans omval ledde till kravaller med många döda. Oroligheterna varade i många månader, och tilldrog sig internationella förmaningar och medlingsinsatser från bland andra FN:s tidigare generalsekreterare Kofi Annan. Utfallet blev att Kibaki förblev president, och att oppositionsledaren Odinga blev premiärminister. Konfrontationerna bidrog sannolikt till att kenyanerna två år senare med stor majoritet röstade för en ny författning som decentraliserar många beslut.